# Daniel Giménez (árbitro)
Daniel Giménez (Hermoso Campo, Provincia del Chaco, 15 de julio de 1961) es un exárbitro de fútbol argentino, que dirigió partidos de Primera División de Argentina y fue árbitro internacional FIFA. Era conocido por el apodo de El Sargento dado que es suboficial del Ejército Argentino y alcanzó la jerarquía de Suboficial Mayor.

## Carrera militar
Ingresó a la Escuela de Suboficiales Sargento Cabral del Ejército Argentino cuando tenía 15 años. Dos años después egresó de la misma como Cabo. Como militar estuvo destinado a las tropas enviadas al sur de la Argentina por el conflicto del Beagle.

## Árbitro de fútbol
Debutó en Primera División en 1995 y se retiró en 2007. El 24 de marzo de 1996, fecha conmemorativa del Día Nacional de la Memoria por la Verdad y la Justicia, se negó a otorgar un minuto de silencio en memoria a las víctimas del Proceso de Reorganización Nacional, hecho que tuvo gran resonancia en los medios argentinos, posteriormente adujo que se le olvidó.
Dirigió por última vez el 16 de junio del 2007, en la final por el segundo ascenso a Primera División entre San Martín (SJ) y Huracán.